# Der Schlag ans Hoftor
Der Schlag ans Hoftor ist ein parabelartiges Prosastück von Franz Kafka, das im April 1917 entstand und 1931 veröffentlicht wurde. Es wird ein „Prozeß des Eintretens in eine geheimnisvolle Raumordnung als Akt der unerlaubten Überschreitung“ beschrieben, „der am Ende bestraft wird.“

## Inhalt
Der Ich-Erzähler kommt mit seiner Schwester an einem Sommertag an einem Hoftor vorbei. Er weiß im Nachhinein nicht, ob sie an das Tor geschlagen oder nur mit der Faust gedroht hat. Sie kommen in ein nahes Dorf, und die Menschen dort sprechen sie auf den Schlag an und warnen sie, dass der Hofbesitzer sie verklagen werde. Es erscheinen Reiter, die erst den Hof aufsuchen und sich dann dem Dorf nähern. Der Erzähler hält sie zunächst für harmlos, drängt dann aber die Schwester, fortzugehen, sie solle sich zumindest zu Hause bessere Kleider anziehen. Der Erzähler stellt sich allein dem ankommenden Richter und dessen Gehilfen entgegen, die ihn zu erwarten scheinen. Trotzdem glaubt er immer noch an einen schadlosen Ausgang. Der Erzähler wird vor den Richter in eine Bauernstube geführt, die er als beklemmend und gefängnisartig beschreibt. Während er vorher noch glaubte, die Situation klären zu können, wird ihm unter anderem durch die Aussage des Richters („Dieser Mann tut mir leid“) deutlich, dass er bereits jetzt (vor)verurteilt ist.
Aus den letzten Sätzen der Parabel – deren Zusammenhang mit dem vorangehenden Text allerdings umstritten ist – erfährt der Leser, dass der Erzähler in ebendiesem Gefängnis, aus dem es kein Entkommen gibt, seine Geschichte erzählt hat.

## Form
Der sprachliche Ablauf folgt in der Dynamik dem Spannungsablauf. Zunächst wird ruhig die bäuerlich-mythische Welt beschrieben. Mit dem Auftauchen der Bauersleute kommt durch eine Reihe nachgeschobener Partizipien Unruhe in die Sprache. Der Erzähler beruhigt sich kurz, um dann doch in den dumpfen Erwartungssog der einfachen Leute zu geraten, aus dem heraus er die Schwester zum Fortgehen drängt. Danach wird wieder in schlichter Selbstverständlichkeit fortgefahren, aber nicht aus innerer Ruhe heraus, sondern in banger Erwartung der zwangsläufigen Verurteilung.
Mit den letzten beiden – nun recht pathetischen – Sätzen wechselt die Erzählperspektive. Im Hauptteil der Parabel waren der Erzähler und der Leser nur scheinbar auf einer Wissensstufe. Am Ende erfährt der Leser plötzlich, dass hier aus dem Gefängnis berichtet wird und dass der Erzähler mit den mehrfachen Selbstbeschwichtigungen nicht nur seine frühere Fehleinschätzung offenbart, sondern auch den Leser in die Irre geführt hat.

## Bezüge zu anderen Werken Kafkas
In dieser Parabel sind eine Reihe von Themen erkennbar, die bei Kafka mehrfach auftauchen. Dem positiven Beginn, der am Ende in Tod und Verderben mündet, begegnet man z. B. in Das Urteil oder Der Bau. Die verängstigten Dorfbewohner und ein anfänglich selbstsicherer Protagonist, der später verzweifelt, lassen an den Roman Das Schloss denken. Die Zelleneinrichtung, halb Pritsche, halb Operationstisch, erinnert an Vorgänge In der Strafkolonie. Das Symbol des ominösen Tors, das nicht durchschritten und hier nicht einmal berührt werden darf, erinnert an Vor dem Gesetz.
Das aus dem Jahr 1903 stammende Prosastück Kinder auf der Landstraße kann als positives Gegenstück zu der vorliegenden Parabel gesehen werden. Dort sind Kinder in sommerlicher Abendszene unterwegs voller Begeisterung und Übermut. Der Erzähler löst sich aus der Gruppe und strebt nachts zur Stadt, wo die Narren wohnen. Nur erfolgt hier keinerlei Hinweis oder Bestrafung wegen übertretener Regeln.
In den Jahren zwischen 1903 und 1917 hatte sich Kafkas Sicht hier stark ins Negative verändert. Kafka erlebte den Ersten Weltkrieg. Seine Gesundheit war zunehmend stark beeinträchtigt. Vier Monate nach der Niederschrift der Parabel brach im August 1917 seine Lungenkrankheit aus.

## Deutungsansätze
Eine jugendlich-übermütige Geste, deren Strafwürdigkeit weder dem Erzähler noch dem Leser einleuchtet, berührt eine fremde, dunkle Ordnung mit einem unverständlichen, bedrohlichen Rechtssystem.
Es ist eines der Bedrohungsszenarien Kafkas mit juristischem Hintergrund, die im Roman  Der Process ihren eindringlichsten Ausdruck finden. Man könnte die Parabel als eine Kurzfassung dieses Romans ansehen.
Andererseits wird hier eine Geschwisterkonstellation geschildert, die ihren Ursprung wohl in Kafkas Verhältnis zu seinen drei jüngeren Schwestern hat. Die Schwestern gewannen in der Familie ohne Mühe einen gefestigteren Status als er, der sich als einsamer Kämpfer sah. Besonders seine Lieblingsschwester Ottla, die energisch gegen den Vater opponierte, bewunderte er. Die Schwester in der Parabel ähnelt ihr offensichtlich in ihrer burschikosen Art. Er will sie in der Manier des großen, überlegenen Bruders schützen, so läuft sie durch den Sommerabend nach Hause, während er sich opfert.

## Rezeption
- Stach (S. 110 f.) erläutert, dass das Bild des Tores (der Tür) in Kafkas Werk gleichzeitig Nähe und Ferne ausdrücken kann (u. a. in  Vor dem Gesetz).
- Alt (S. 503) schreibt, dass Topographien des Verborgenen (Eintreten in unerlaubte geheimnisvolle Ordnungen) „zu Kafkas Denkmodellen gehören, die das Imaginäre auch im Alltag präsent halten“.
- Nach Sudau (S. 103) „zeigt die Parabel das zufällige und doch schicksalhaft wirkende Herausfallen des Menschen aus einer gesicherten Ordnung“. „… ein schneller und endgültiger Prozess führt von der selbstgewissen und nichtsahnenden Existenz in eine kurzzeitige Irritation und Verunsicherung, die noch rascher in ein Stadium der Untergangsgewissheit übergeht.“

## Zitate
- […] gleich aus dem ersten Haus kamen Leute hervor und winkten uns, freundschaftlich, aber warnend, selbst erschrocken, gebückt vor Schrecken.
- Sie hatte den Schlag wahrscheinlich gar nicht getan und hätte sie ihn getan, so wird deswegen nirgends auf der Welt ein Process geführt.
- Die Stube sah einer Gefängniszelle ähnlicher als einer Bauernstube. Grosse Steinfliessen, dunkel graue kahle Wand, irgendwo eingemauert ein eiserner Ring, in der Mitte etwas, das halb Pritsche halb Operationstisch war.

## Ausgaben
- Franz Kafka: Sämtliche Erzählungen. Hrsg. von Paul Raabe. Frankfurt am Main 1970, ISBN 3-596-21078-X.
- Franz Kafka: Nachgelassene Schriften und Fragmente 1. Hrsg. von Malcolm Pasley, Frankfurt am Main 1993, ISBN 3-10-038148-3, S. 361–363.
- Franz Kafka: Oxforder Oktavhefte 3 & 4. Historisch-Kritische Ausgabe sämtlicher Handschriften, Drucke und Typoskripte. Herausgegeben von Roland Reuß und Peter Staengle. Stroemfeld Verlag, Frankfurt am Main und Basel 2008, ISBN 978-3-86600-107-7. Oxforder Oktavheft 3, S. 127–137.

## Sekundärliteratur
- Peter-André Alt: Franz Kafka: Der ewige Sohn. Eine Biographie. München 2005, ISBN 3-406-53441-4.
- Bernard Dieterle: Kleine nachgelassene Schriften und Fragmente 2. In: Manfred Engel, Bernd Auerochs (Hrsg.): Kafka-Handbuch. Leben – Werk – Wirkung. Stuttgart, Weimar 2010, ISBN 978-3-476-02167-0. S. 260–280, bes. 276 f.
- Reiner Stach: Kafka. Die Jahre der Erkenntnis.  Frankfurt/Main 2008, ISBN 978-3-10-075119-5.
- Reiner Stach: Kafka. Die Jahre der Entscheidungen.  Frankfurt/Main 2004, ISBN 978-3-596-16187-4.
- Ralf Sudau: Franz Kafka. Kurze Prosa/Erzählungen.  2007, ISBN 978-3-12-922637-7.